# Дорош Ольга Степанівна
Дорош Ольга Степанівна (нар. в 1966 році) українська наукова  діячка, завідувач кафедри управління земельними ресурсами Національного університету біоресурсів і природокористування України, доктор економічних наук, професор.

## Біографія
Освіта: У 1988 році закінчила землевпорядний факультет Львівського сільськогосподарського інституту (нині ЛНАУ) за спеціальністю «землевпорядкування», кваліфікація «інженер-землевпорядник».
Трудова діяльність розпочалась за отриманим фахом у Київському відділенні інституту «Укрземпроект» на посаді інженера, далі інженера Ш категорії у відділі землевпорядного проектування впродовж 1988—1993 рр. В Національному аграрному університеті (нині — Національному університеті біоресурсів і природокористування України працює з 1993 року. Упродовж 1993—1996 рр. займає посади старшого лаборанта кафедри землевпорядного проектування та завідувача навчальної лабораторії цієї ж кафедри; з 1997—2002 рр. зарахована на посаду завідувача навчальної лабораторії кафедри управління земельними ресурсами; з 2003—2005 рр. працювала асистентом цієї кафедри. У 2005 році займала посаду старшого викладача, згодом доцента кафедри управління земельними ресурсами (2006—2008рр). Упродовж 2009—2013 рр. працювала на посаді декана факультету землевпорядкування. З січня 2014 року призначена на посаду директора ННІ земельних ресурсів та правознавства. З липня 2015 року працює на посаді завідувача кафедри управління земельними ресурсами.
Кандидат економічних наук з 2005 року. Кандидатську дисертацію захистила 19 жовтня 2004 р. за спеціальністю 08.08.01 — економіка природокористування і охорони навколишнього середовища.
У 2005 р. їй присвоєно звання «Почесний землевпорядник України». Вчене звання доцента кафедри управління земельними ресурсами присвоєне рішенням Міністерства освіти і науки України від 24 жовтня 2007 р. У 2009 році нагороджена грамотою Колегії Державного комітету України по земельних ресурсах за вагомий особистий внесок у реалізацію державної політики у сфері земельних відносин в Україні, високий професіоналізм та пропаганду земельного законодавства. У 2011 р. нагороджена Почесною грамотою за заслуги перед НУБіП України.
Доктор економічних наук з 2013 року. Докторську дисертацію захистила 30 травня 2013 р. за спеціальністю 08.00.06 — економіка природокористування та охорони навколишнього середовища. Вчене звання професора кафедри управління земельними ресурсами присвоєне рішенням Міністерства освіти і науки України від 15 грудня 2015 р.
Основні навчальні курси, які веде: «Управління земельними ресурсами»: (для студентів ОКР «Магістр» денної та заочної форми навчання за спеціальністю «Землеустрій та кадастр». «Основи управління земельними ресурсами»: (для студентів денної та заочної форми навчання з напряму підготовки «Геодезія, картографія та землеустрій».
Дорош О. С. підготувала 1 кандидата наук за спеціальністю 08.00.06 — економіка природокористування та охорони навколишнього середовища. На даний час здійснює керівництво 3 аспірантами НУБіП України за цією ж спеціальністю.
Зараз є головою спеціалізованої вченої ради по захисту кандидатських та докторських дисертацій Національного університету біоресурсів і природокористування України зі спеціальності 08.00.06 — економіка природокористування та охорони навколишнього середовища.
Основні навчально-методичні та наукові публікації
За результатами наукових досліджень нею опубліковано 89 наукових та навчально-методичних праць, із яких 67 наукових праць, в тому числі 1 навчальний посібник, 8 монографій (з них — 3 одноосібні) та у співавторстві розроблено і видано 22 методичні вказівки та рекомендації.

## Наукові дослідження
До кола наукових інтересів Дорош Ольги Степанівни входять проблеми з питань: реформування системи органів земельних ресурсів в умовах децентралізації влади; формування інституціонального середовища та ринкової структури земельного устрою України через територіальне планування землекористування; концептуальні засади формування економічно-ефективних та екологобезпечних аграрних землеволодінь та землекористувань в ринкових умовах.

## Основні наукові праці
1) Дорош О. С. Управління земельними ресурсами на регіональному рівні: монографія — К.: ТОВ «ЦЗРУ», 2004. — 142 с.
2) Третяк А. М., Дорош О. С. Управління земельними ресурсами / За редакцією професора А. М. Третяка. Навчальний посібник. — Вінниця: Нова книга, 2006.- 360 с.
3) Дорош О. С. Теоретичні засади зонування земель в Україні: монографія / Ісаченко Н. В., Мартин А. Г., Осипчук С. О., Лоїк Г. К.. — К.: МВЦ «Медінформ», 2011. — 183 с.
4) Дорош Й. М. та ін. Земельна реформа на регіональному рівні (на прикладі Київської області за 1991—2011 рр.): монографія / Й. М. Дорош, С. О. Осипчук, М. П. Стецюк, О. С. Дорош / за заг. ред. Й. М. Дороша — К.: ЗАТ «ВІПОЛ», 2011.-188 с. — Бібліогр.: с. 177—182.
5) Третяк А. М. та ін. Розвиток земельних відносин та системи землекористування в Україні: теорія, методологія і практика: монографія / А. М. Третяк, Й. М. Дорош, О. С. Дорош, М. П. Стецюк / За заг. ред. А. М. Третяка. — К.: ЗАТ «ВІПОЛ», 2012. — 256 с.
6) Дорош О. С. Теоретико-методологічні засади територіального планування землекористування: монографія./ О. С. Дорош.- Херсон: Грінь Д. С.,2012.- 434 с.
7) Дорош О. С. Методологічні засади формування інституціонального середовища територіального планування землекористування в Україні / О. С. Дорош // Землеустрій, кадастр і моніторинг земель. — 2013. — № 1-2. — С. 13-18 (фахове видання).
8) Dorosh O. Land-use system and spatial planning in France / Dorosh O., Loyik G. // Землеустрій, кадастр і моніторинг земель — 2013. — № 4. — С. 28-31 (фахове видання).
9) Дорош О. С. Територіальне планування як чинник підвищення рівня капіталізації земель сільських територій / О. С. Дорош // Землеустрій, кадастр і моніторинг земель. — 2014. — № 3 — 4. — С. 42 — 48 (фахове видання).
10) Дорош О. С. Методичні підходи до розробки проектів землеустрою щодо встановлення (зміни) меж адміністративно-територіальних одиниць / О. С. Дорош // Землеустрій, кадастр і моніторинг земель. — 2015. — № 1. — С. 44 — 49 (фахове видання).
11) Дорош О. С. Методичні підходи до виготовлення технічної документації із землеустрою щодо поділу та об'єднання земельних ділянок / О. С. Дорош // Економіст. — 2015. — № 6. — С. 40 — 41 (фахове видання).
12) Дорош О. С. Інвентаризація земель: методичні підходи до її проведення / О. С. Дорош // Агросвіт. — 2015. — № 11. — С. 24 — 30 (фахове видання).
13) Дорош О. С. Методичні підходи до розроблення плану земельно-господарського устрою населеного пункту / О. С. Дорош // Збалансоване природокористування. — 2015. — № 2. — С. 127—130 (фахове видання).
14) Дорош О. С. Організаційно-інституціональне забезпечення територіального планування землекористування сільських територій / О. С. Дорош // Економіст. — 2015. — № 8. — С. 32 — 35 (фахове видання).
15) Дорош О. С. Застосування даних дистанційного зондування Землі при вирішенні проблем управління землями сільськогосподарського призначення: монографія / О. С. Дорош, Є. В. Бутенко, І. П. Купріянчик / К.: МВЦ «Медінформ», 2015. — 258 с.